# Entropa

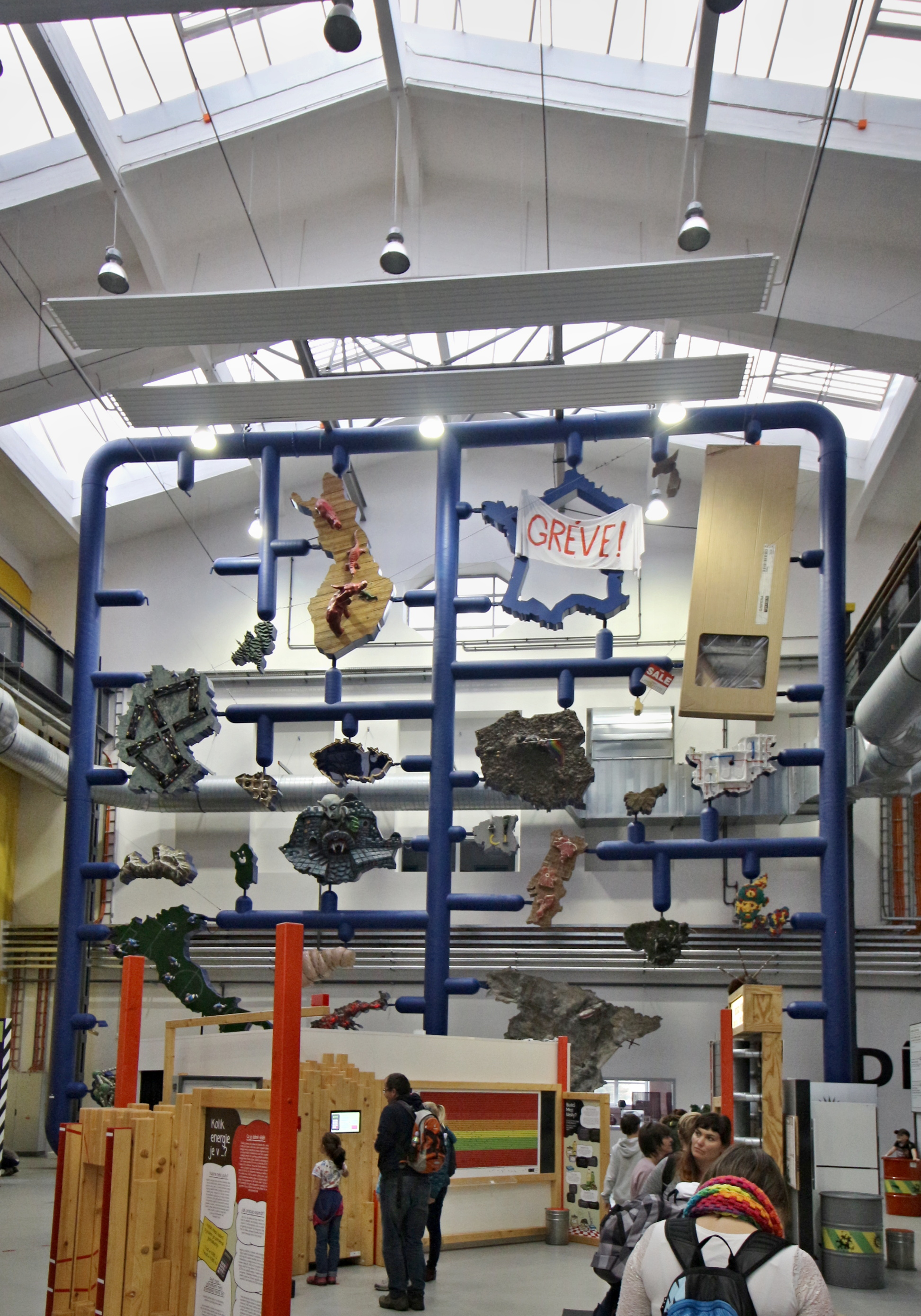
Entropa於比爾森技術科學中心

Entropa是捷克藝術家戴維·切爾尼的雕塑作品。該項目受捷克政府委託，以紀念其擔任歐洲聯盟理事會主席，最初是為了與來自歐盟所有成員國的27位藝術家和藝術家團體合作而設計的。然而，切爾尼和他的三個助手創作了一部諷刺性且有爭議的作品，描繪了对歐盟成員國的刻板印象。
該雕塑於2009年1月12日非正式揭幕，三天後正式發布。該雕塑最初在布魯塞爾的尤斯圖斯·利普修斯大廈中展出。從2010年9月到2012年3月，雕塑在比爾森（Plzeň）的科技迷科学中心展出。

## 雕塑
"Entropa"一詞由Entropy（熵）和Europa（歐羅巴）兩詞合成，前者意為系統中的失序現象，後者是歐洲的另一個稱呼，作品名稱意為失序的歐洲。Entropa是一件長寬各十六公尺，重達八噸的拼構裝置藝術作品，外型由蓝色管子搭成正方形框架，欧盟各成员国的版图分布在框架内，每块版图以每个国家特有事物为装饰主题（多數為負面的刻板印象）。

## 爭議
捷克政府對這件作品「深感意外」，時任副總理馮德拉指出，當局斥資35萬英鎊委託切爾尼製作Entropa，原計畫匯集歐盟27國藝術家的作品組構而成，既要凸顯歐盟各成員國的個別特色，更須兼顧歐洲邁向統合的象徵意義，然而切爾尼只找來兩名合作夥伴，3人就包辦了整組作品，且做出來的結果與最初規畫旨趣大相逕庭。
意见最大的歐盟國家當屬保加利亚（其地图被描绘成一幅蹲式厕所的样子），保加利亚政府召见捷克驻保加利亚大使，提出正式抗议，要求移除雕塑。2009年1月20日，保加利亞的部分改以黑布覆蓋。